# Lordose
Lordose é um transtorno devido a uma curvatura excessiva da coluna para dentro. Ela difere das curvas normais da coluna nas regiões cervical, torácica e lombar, as quais são, até certo grau, cifóticas ou lordóticas. As curvas naturais da coluna posicionam a cabeça acima da pelve e trabalham como amortecedores de choque para distribuir o stress mecânico durante o movimento. 
A lordose pode ser encontrada em todas as faixas etárias. Afeta principalmente a coluna lombar, mas também ocorre no pescoço (cervical). Quando na coluna lombar, o paciente pode parecer excessivamente curvado nas costas, com a região das nádegas mais proeminente, com uma postura em geral exagerada. A lordose lombar pode ser dolorida e algumas vezes afeta o movimento.
O termo lordose aplica-se a todas curvaturas internas consideradas exacerbadas que se manifestam sobre a coluna vertebral. Esta condição pode ser encontrada em todos os grupos etários sem exceção. É uma condição que afeta o normal funcionamento do sistema músculo-esquelético humano e a região da coluna vertebral é comumente mais afetada por esta condição é a região lombar.

## Evolução da lordose lombar e o bipedismo
O ser humano apresenta uma curva normal da coluna vertebral à qual se dá o nome de curvatura lordótica. Essa curvatura natural perfaz valores entre os 10º a 30º na região das vertebras cervicais e de 34º e 42º no caso das vertebras lombares. A lordose lombar é única da coluna humana e facilita a manutenção da postura bípede.
A distinta curvatura lordótica da zona lombar é criada através da saliência de ambos os corpos e os discos vertebrais. Em média 10% da curvatura lombar é atribuída à saliência dos corpos vertebrais, enquanto os restantes 90% são atribuídos aos discos vertebrais. A evolução da lordose lombar para os níveis do Homem anatomicamente moderno ocorreu em paralelo com outras mudanças esqueléticas: alongamento dos membros, restruturação da pélvis e reorganização da musculatura espinal para suportar o bipedismo.
O bipedismo está datado de 4.4 milhões de anos, com o Ardipithecus ramidus. Métodos para o cálculo do ângulo lordótico baseado na orientação do processo anterior do corpo da vértebra lombar mostram que nos Australopithecus o ângulo é de 41º ± 4º, no Homo eretus 45º, no Homo neanderthalensis 29º ± 4º e no homem moderno 54º ± 11º.
Considerando a proximidade genética e semelhança anatómica entre neandertais e humanos modernos é surpreendente que a coluna dos neandertais seja hipolordótica. Uma das hipóteses desta diminuição do ângulo é atribuída a uma melhor funcionalidade em ambientes montanhosos, na qual se sabe que neandertais viviam em ambientes montanhosos da Eurásia.

## Degeneração da lordose
A região lombar é usualmente chamada de “ponto fraco evolutivo” da coluna vertebral e é a zona mais propensa a alterações degenerativas nas vértebras e discos intravertebrais. No entanto, alterações degenerativas em colunas vertebrais de grandes símios em cativeiro ocorrem na mesma proporção que nos humanos, apesar da inexistência de lordose lombar. Em contrapartida, populações de grandes símios na natureza demonstram uma ausência de alterações degenerativas. A dificuldade de sobrevivência e atingir uma idade avançada nos grandes símios que vivam na natureza, torna difícil saber se esta diferença é atribuída a uma esperança média de vida maior em grandes símios em cativeiro ou uma mudança no estilo de vida. Curiosamente, grandes símios em cativeiro passam grande parte do seu dia sentados, em contraste com os que vivem na natureza, que estão em constante movimento.
A zona lombar da coluna vertebral adaptou a sua configuração ao longo do período evolutivo. Esqueletos de Australopithecus mostram a zona lombar possuía 6 vértebras, enquanto a dos homens anatomicamente modernos foi reduzida para 5 vértebras, tendo a 6º vértebra passado para o sacro.
A determinação dos efeitos do estilo de vida moderno na degeneração da coluna vertebral é difícil. Vários estudos demonstram a presença de patologias degenerativas como a osteoartrose em populações datadas de 3500 anos até populações medievais (800 anos atrás). Estas evidência sugerem que a degeneração da coluna vertebral não pode ser atribuída isoladamente ao estilo de vida sedentário característico das populações ocidentalizadas.

## Causas
Certos processos de enfermidades podem afetar de modo negativo à integridade estrutural da coluna, contribuindo para a lordose. Algumas causas comuns incluem acondroplasia, discite, cifose, obesidade, osteoporose e espondilolistese.
- Acondroplasia é um transtorno de crescimento ósseo de herança genética que pode causar um tipo de nanismo.
- Discite é a inflamação do espaço intervertebral dos discos.
- Cifose (por ex., a corcunda) pode forçar a parte inferior das costas para compensar uma falta de equilíbrio criada por uma curvatura ocorrida em um nível mais elevado da coluna (por     ex., na região torácica).
- Obesidade pode fazer com que algumas pessoas que estejam com sobrepeso se inclinem para trás para melhorar o equilíbrio. Isso causa um impacto negativo na postura.
- Osteoporose é um distúrbio na densidade óssea que pode causar perda de força das vértebras, comprometendo a integridade estrutural da coluna.
- Espondilolistese ocorre quando uma vértebra escorrega para frente em relação a uma vértebra adjacente, geralmente na coluna lombar.

Para entender as potenciais causas de degeneração lombar é importante conhecer os benefícios funcionais da lordose. Enquanto a lordose lombar é importante para uma eficiente locomoção bípede, o achatamento da região lombar também é necessário para a realização de outras atividades. Entender a influência da lordose e a flexibilidade lombar nas diferentes atividades é essencial para perceber o melhor tratamento necessário para a correção da postura ou curvatura.
A lordose pode estar ligada a fatores genéticos e fatores comportamentais. No caso dos fatores genéticos, existe uma maior frequência em indivíduos com doenças ósseas manifestadas desde o nascimento ou que desenvolveram essa condição ao longo da vida. Os fatores comportamentais que normalmente podem propiciar o desenvolvimento de lordose excessiva são a obesidade, a má postura, a gravidez e o sedentarismo ou ainda algumas práticas desportivas desgastantes. Um estudo também chegou à conclusão de que grandes pesos nas malas da escola de crianças aumenta a prevalência de virem a demonstrar problemas como a cifose e lordose. O angulo da lordose lombar é também significativamente associado a espondiloses e espondilolistese ístmica. A degeneração da coluna está atribuída ao uso excessivo, à subutilização e à má utilização da coluna vertebral. 

## Sinais e sintomas
Os sintomas mais comuns são dor no pescoço, dor na região lombar, incapacidade de movimentos e cansaço. 
Dada a importância da lordose lombar na transição evolutiva da coluna para o bipedismo, não é surpreendente que um desalinhamento sagital da coluna vertebral cause dores e incapacidades. Um desalinhamento sagital causa um aumento do consumo energético e induz uma resposta compensatória que inclui a flexão do joelho, retroversão (descaimento para trás) da pélvis e cifose torácica. O achatamento da região lombar resulta em alterações degenerativas da coluna. Ambas as fraturas osteoporóticas das vértebras e doença dos discos vertebrais estão relacionadas com a redução da lordose lombar. 

## Diagnóstico

### Exame Físico
Um exame físico completo revela muito sobre a saúde e as condições físicas do paciente. O médico desejará saber quando a curvatura foi notada pela primeira vez, a progressão no passado e outros sintomas relativos observados pelo paciente. O exame proporciona uma base a partir da qual o médico pode medir a evolução do paciente durante o tratamento. O exame físico pode incluir: 1. Manipulação, para determinar anormalidades na coluna pelo toque. 2. Alcance do movimento, para medir o grau de extensão que o paciente consegue alcançar com relação a movimentos de flexão, extensão, curvatura lateral e rotação da coluna. A assimetria também é observada.

### Avaliação neurológica
A avaliação neurológica inclui uma análise dos seguintes sintomas: dor, adormecimento, parestesia (por ex., zumbido), sensação nas extremidades e função motora, espasmo muscular, fraqueza e alterações nos intestinos e/ou na bexiga.

### Rraio X da coluna
O paciente fica em pé para expor toda a extensão da coluna para realizar o exame de raios X em PA (posterior/anterior, ou frente e costas) e lateral. Algumas vezes são utilizados raios X de curvatura lateral AP para avaliar a flexibilidade da coluna. Pode ser solicitada uma ressonância magnética se a medula espinhal estiver comprometida (ou se houver suspeita). Além disso, o método do ângulo de Cobb pode ser utilizado para medir a curva da lordose em graus, através de um exame de raios X AP panorâmico padrão.
O paciente sentir dores pode ser um sinal que o dano na coluna já é bastante significativo. Para além de considerar os sintomas relatados pelos pacientes, a função do ortopedista será de realizar um exame físico e clínico minucioso, onde deve observar o indivíduo em todos os ângulos para identificar o desvio patológico da coluna vertebral, o que torna necessário a realização de exames radiológicos.
Em 1960 desenvolveu-se um método radiológico para avaliar a profundidade da curvatura lordótica da coluna cervical em que são traçadas três linhas, uma desde a zona proximal posterior do processo odontoide, na segunda vertebra, até à zona distal posterior do corpo da terceira vertebra, a segunda ao longo da zona posterior dos corpos cervicais e a terceira que interceta a primeira no posto de maior distância entre as primeiras linhas. A medida desta última linha será a profundidade da lordose cervical. Com esta método podemos perceber se há um aumento, perda ou inversão da curvatura.

## Tratamento

### Não Cirúrgico
As medidas do tratamento conservador não cirúrgico incluem: 1. Medicamentos analgésicos e anti-inflamatórios. 2. Fisioterapia para permitir que o paciente desenvolva força, flexibilidade e aumente o alcance do movimento. O terapeuta pode indicar um programa de exercícios personalizado para ser realizado em casa. 3. Coletes podem ser usados para controlar a evolução da curva em adolescentes. 4. Redução do peso corporal ao nível ideal. 5. A cirurgia pode ser indicada se a curva lordótica for grave com envolvimento neurológico.

### Cirurgia da coluna
A intervenção cirúrgica é indicada se a curva lordótica for grave, quando existe envolvimento neurológico, ou se o tratamento conservador não cirúrgico não foi satisfatório para proporcionar um alívio. Um cirurgião da coluna decide qual procedimento cirúrgico e qual abordagem (anterior/posterior, frente ou costas) será melhor para o paciente. Suas decisões são baseadas no histórico médico do paciente, sintomas e achados radiográficos. São utilizadas diversas opções de tratamentos cirúrgicos. Você deve discutir o que é melhor para sua condição com seu cirurgião. 
Normalmente, opta-se por um tratamento conservador dado que a cirurgia na coluna vertebral é algo clinicamente complexo. A significativa degeneração da postura requere uma intervenção cirúrgica cara e complicada, que inclui riscos ao nível de danos neurológicos, para aliviar dores nas costas e má postura. 
Entre outras opções existentes, estão o uso de analgésicos, anti-inflamatórios e relaxantes musculares por um período determinado pelo médico e coletes que podem ser usados para controlar a evolução da curva em adolescentes. A adesão ao tratamento medicamentoso é essencial para diminuir o desconforto. Outras estratégias igualmente eficazes incluem os exercícios de fisioterapia para permitir que o paciente desenvolva força, flexibilidade e aumente o alcance do movimento, tais como os de reeducação postural global e técnicas específicas de alongamento tal como a estimulação elétrica direcionada.

## Investigação
Em agosto de 2002 Fornaciari e Ciranni apresentaram um estudo no âmbito do 14º encontro europeu da associação de paleopatologia em Coimbra na qual chegaram a conclusão de que o famoso artista Luigi Boccherini (1743-1805), sofreu uma perda da lordose fisiológica da coluna cervical e lombar entre outras patologias.
Um outro trabalho encontrou provas da existência desta condição em Homo neanderthalensis. Mais em concreto, o espécime de Neandertal, que foi encontrado na França em La Chapelle-aux-Saints 1 em 1908 por Bardon e colegas, tinha uma lordose patológica lombar. A articulação das vértebras cervicais também estava comprometida podendo este espécime também ter sofrido de lordose anormal cervical. Este indivíduo também tinha evidência de uma doença de etiologia ainda desconhecida, que se pensa ser o resultado da lordose excessiva, a doença de Baastrup.